# Бурентогтох
Бурентогтох (монг.: Бүрэнтогтох) — сомон аймаку Хувсгел, Монголія. Площа 3,8 тис. км², населення 5,3 тис. чол. Центр сомону селище Баян лежить за 800 км від Улан-Батора, за 5 км від міста Мурен.

## Рельєф
Хребет Ерчим, гора Их уул (2586 м), річки Делгер, Бугсий, озера Сангийн Далай, Деед, Дунд, Доод.

## Клімат
Клімат різко континентальний. Щорічні опади 250 мм, середня температура січня −23°С, середня температура липня +16°С.

## Природа
Водяться кабарга, олені, дикі кабани, рисі, вивірки, вовки, лисиці козулі, горностаї, борсуки. Озеро Сангийн Далай багате рибою.

## Корисні копалини
Запаси кам'яного вугілля, вольфраму, залізної руди, цинку.

## Соціальна сфера
Школа, лікарня, торговельно-культурні центри.